# Economía de Burgos

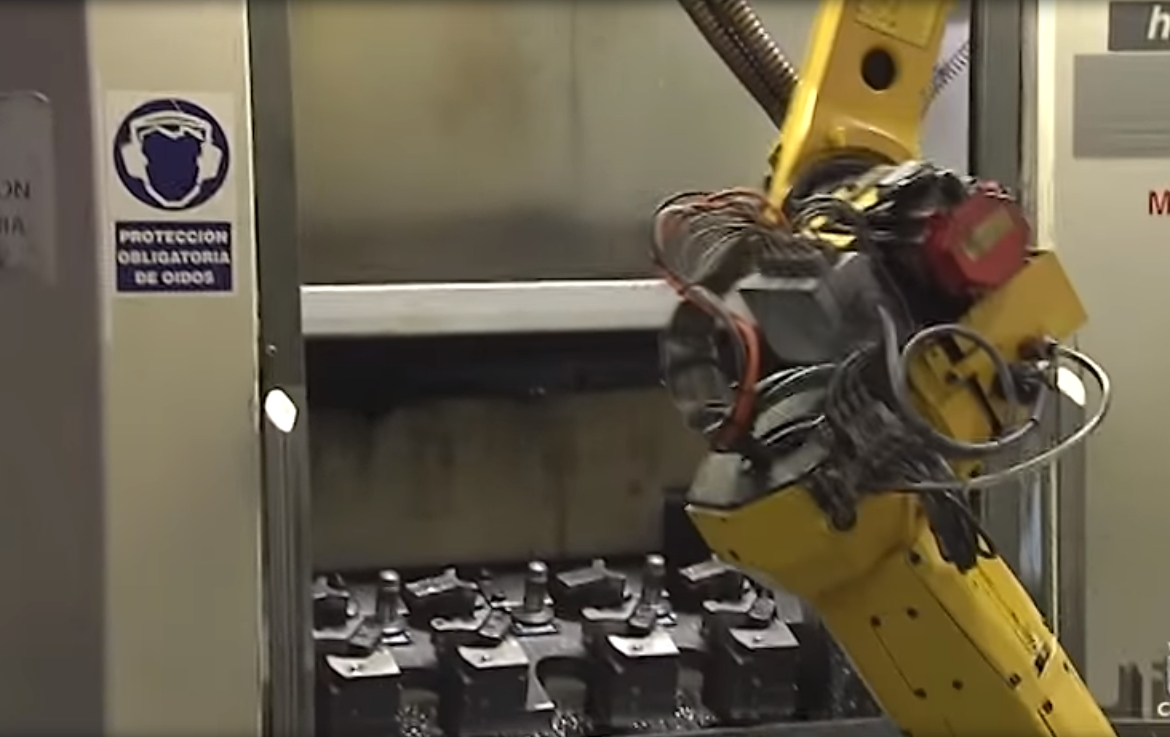
Fábrica de componentes de automoción de la compañía Edscha en Burgos

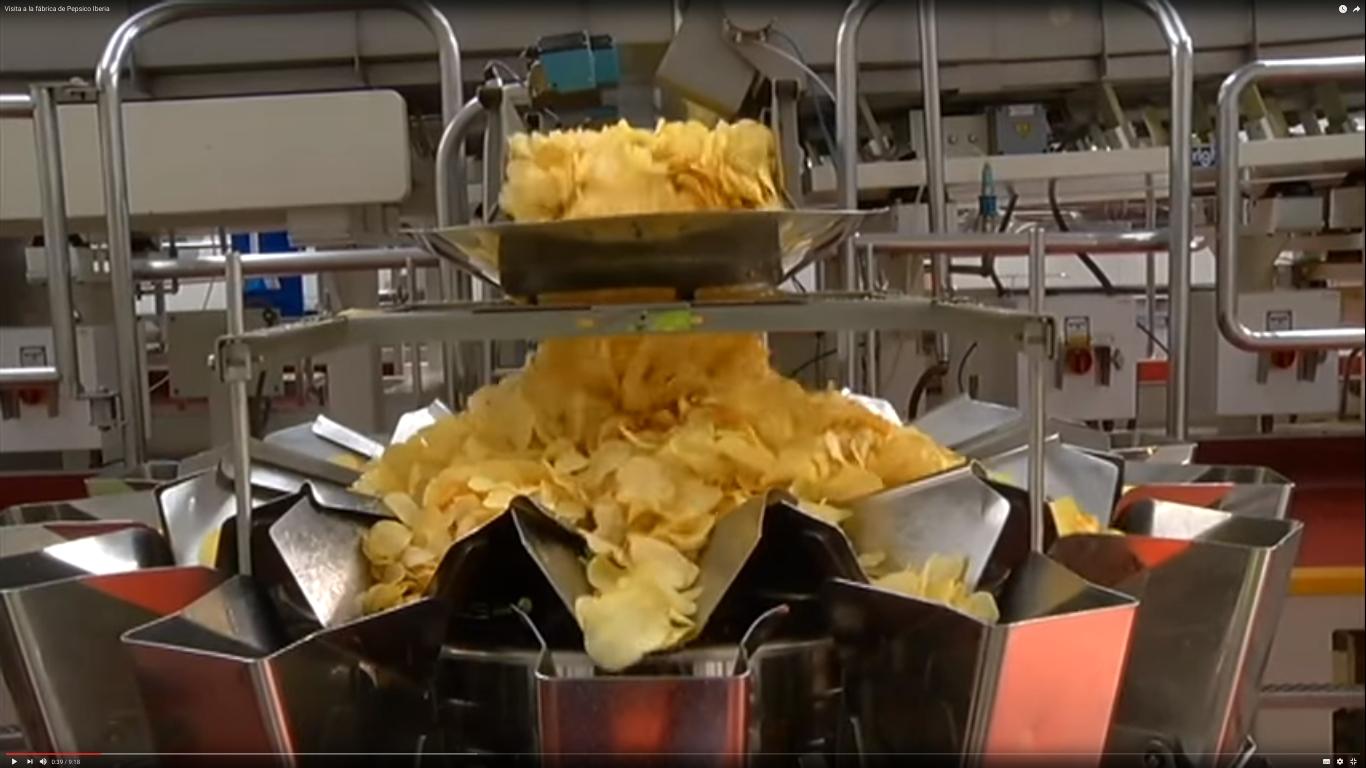
Producción de patatas fritas en la fábrica de PepsiCo Iberia en Burgos

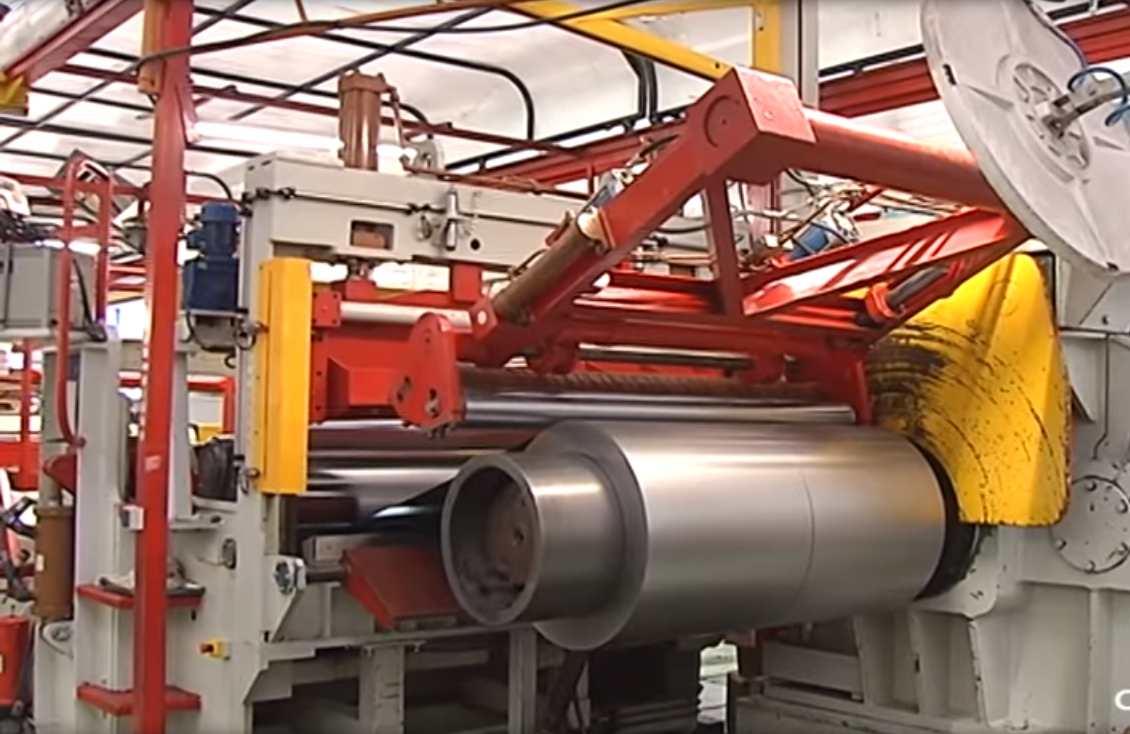
Fábrica de Gonvarri Burgos

La economía de Burgos se encuentra distribuida en los tres sectores convencionales, liderado por el sector servicios, siendo un centro de referencia comercial con una área de influencia en torno a los 400.000 habitantes.
El sector primario, representa un pequeño porcentaje en la economía de la ciudad, que se ve cada año reducido debido al avance del urbanismo.
Con una amplia tradición industrial, la ciudad vivió su momento económico reciente más fuerte con la declaración de Burgos como uno de los polos de promoción, el llamado Polo de Promoción Industrial de Burgos.

## Mercado de trabajo
La principal fuente económica era el comercio.